# Cyrtophora koronadalensis
Cyrtophora koronadalensis là một loài nhện trong họ Araneidae.
Loài này thuộc chi Cyrtophora. Cyrtophora koronadalensis được Alberto Barrion & James A. Litsinger miêu tả năm 1995.